# L'Enfant de Bruges
 (juin 2015).
Si vous disposez d'ouvrages ou d'articles de référence ou si vous connaissez des sites web de qualité traitant du thème abordé ici, merci de compléter l'article en donnant les références utiles à sa vérifiabilité et en les liant à la section « Notes et références ».
L'Enfant de Bruges est un roman de Gilbert Sinoué publié le 1er janvier 1999.

## Résumé
En 1441 à Bruges, Jan, 13 ans, est fils adoptif et apprenti du peintre Van Eyck. Deux des ex-apprentis du peintre ont été tués. Jan en trouve un autre. Un bailli interroge Van Eyck. Trois malfrats tentent d'entrer dans son musée personnel et laissent un message en espagnol. Peu après, Jan trouve Van Eyck mort chez lui puis trouve une petite fortune dans son atelier. Il quitte la maison et est enlevé, puis libéré par le bailli qui dit être le portugais Duarte, ex-marin, travaillant pour Enrique, infant portugais et ayant découvert Madère dont Van Eyck a recopié la carte. Jan dit savoir où est la copie mais ne la donnera que si Duarte le protège. Il se refait enlever par les Espagnols. Christus, ex-apprenti, avoue à Duarte avoir appartenu à une guilde qui a commis les meurtres dont il ignore la cause. Duarte lui fait dessiner une pseudo-carte de Madère qu'il échange contre Jan qui trouve la vraie copie. Rodrigues, ami de Duarte, lui dit avant de mourir que ses tueurs sont italiens et qu'Enrique va à Florence. Duarte et Jan embarquent pour Florence. À Fiesole, près de Florence, tous les habitants agonisent. Duarte et Jan rejoignent Enrique chez Medicis et disent que la guilde veut détruire la ville. La maladie de Fiesole arrive. Lors d'une messe, Jan dit que la maladie est dans l'hostie et empêche la contamination. En discutant avec un ligueur, il comprend que Van Eyck lui avait transmis le secret de la peinture à l'huile que partage Antonello qu'il rencontre.